# Reynosia barbatula
Reynosia barbatula är en brakvedsväxtart som beskrevs av Marshall Conring Johnston och Lundell. Reynosia barbatula ingår i släktet Reynosia och familjen brakvedsväxter. Artens utbredningsområde är Guatemala. Inga underarter finns listade i Catalogue of Life.